# 호셤

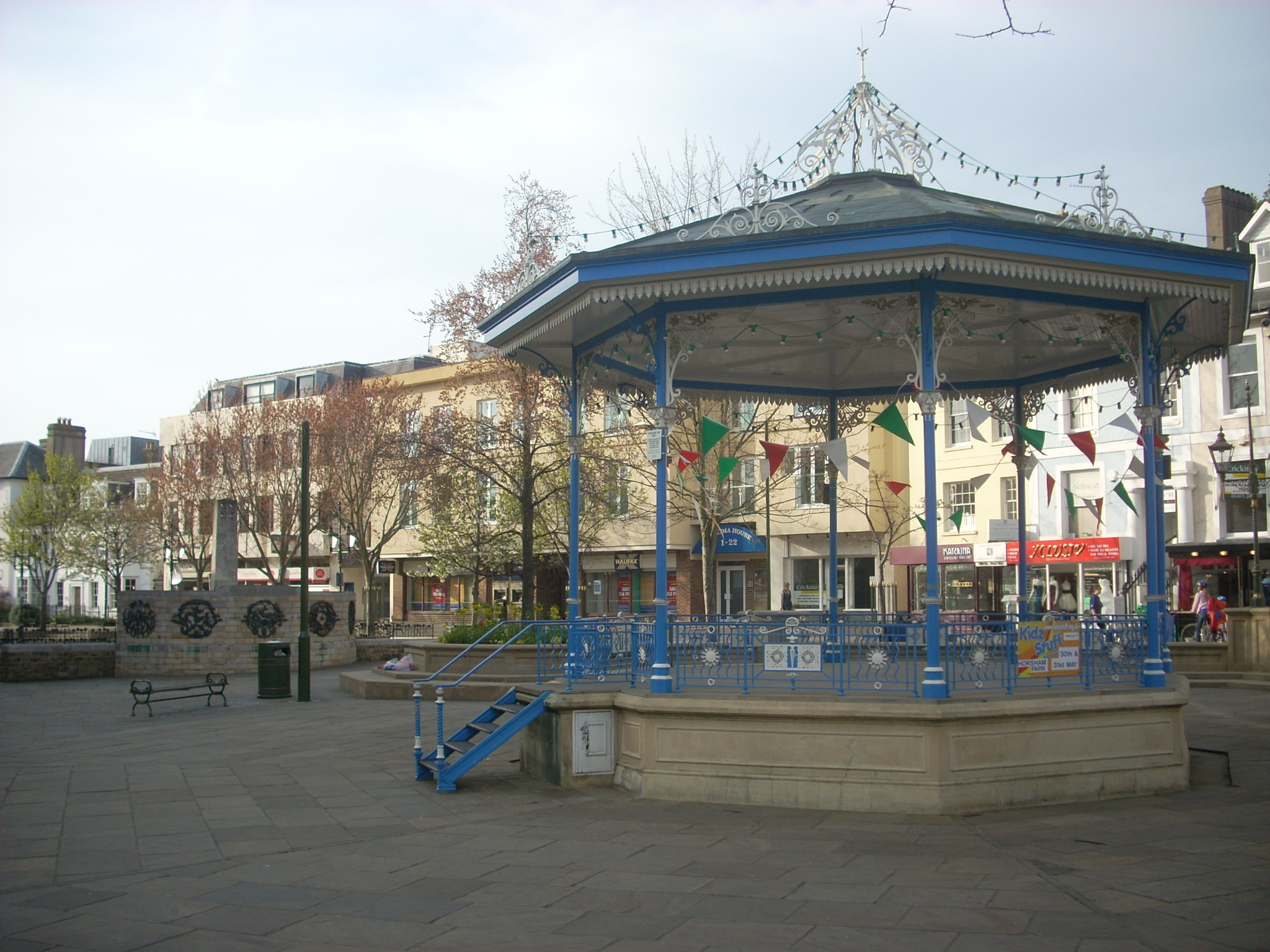
호셤

호셤(영어: Horsham)은 잉글랜드 웨스트서식스주에 위치한 도시로 인구는 55,657명(2001년 기준)이다. 런던에서 남서쪽으로 50km, 브라이턴에서 북서쪽으로 30km, 치체스터에서 북동쪽으로 42km 정도 떨어진 곳에 위치한다.